# Voorhies (Iowa)
Pour les articles homonymes, voir Voorhies.
Voorhies est une communauté non constituée en municipalité du comté de Black Hawk, en Iowa, aux États-Unis. 
Elle est située au sud-ouest du comté, à environ 6 miles au sud-ouest de Hudson et 7 miles à l'est de Reinbeck (Iowa). La communauté est fondée le 17 juin 1900, lorsque la ligne ferroviaire, construite par la Chicago and North Western Railway arrive dans la région.
La communauté de Voorhies a eu un bureau postal, du 12 septembre 1900 au 23 août 1957.

## Source de la traduction
- (en) Cet article est partiellement ou en totalité issu de l’article de Wikipédia en anglais intitulé « Voorhies, Iowa » (voir la liste des auteurs).